# Gewoon Hans
Gewoon Hans is een Nederlandse dramafilm uit 2009 onder regie van Diederik Ebbinge.

## Verhaal
De knappe Katinka droomt van een carrière als succesvol toneelactrice, in de stijl van haar grote voorbeeld Carice van Houten. Na een val van de trap tijdens een optreden slaat haar gedrevenheid plotseling om in een stemming waarin ze de nachten doorbrengt met het herbeleven van nachtmerries en de dagen deels slijt met het zien van vreemde visioenen. Haar vader Anton heeft een zieke obsessie voor cabaretier Hans Teeuwen, waardoor alle visuele en auditieve uitingen in het huis in het teken van de vunzige grappenmaker staan. Haar moeder rookt de ene peuk na de andere peuk en baalt van haar geschifte echtgenoot, maar lijkt geen interesse te hebben voor de problemen van haar tienerdochter.
Anton nodigt Katinka uit voor een beurs met Hans Teeuwen in de hoofdrol, maar ziet zijn belofte onvervuld wanneer zijn idool niet van de partij kan zijn. Onder het oog van zijn dochter krijgt hij van een speciaal ingestelde jury de prijs voor beste vertolking van de populaire cabaretier. Katinka’s depressie neemt meer serieuze vormen aan, maar een groepssessie met de psychiater zien haar ouders als de oplossing om hun dochter van haar waanbeelden te verlossen. De geestesdokter adviseert een ontmoeting met Hans Teeuwen om Katinka haar angst in levenden lijve te laten ontmoeten bij de familie thuis, om haar te doen inzien dat Hans de kwaadste niet is.
Hans Teeuwen brengt een bezoek aan het driekoppige gezin en blijkt een uiterst aimabele, begripvolle man in de dagelijkse omgang. De cabaretier zet alles in het werk om Katinka te helpen genezen van haar geestesziekte. Hij betaalt de bouw van een schuur waar Anton zijn obsessie naartoe kan verplaatsen. 
Het aanvankelijke vertrouwen van haar ouders slaat om in achterdocht wanneer de bekende artiest het fragiele meisje na een geslaagd diner buiten de deur voorstelt om bij hem te overnachten, zodat papa en mama zonder schuldgevoel naar huis kunnen rijden. Na een moeizame geruststelling brengt Hans Teeuwen het tienermeisje naar zijn riante woning. Enkele glazen rode wijn maken de sfeer zo groezelig dat gaste en gastheer beiden in afzonderlijke vertrekken gaan slapen, maar Katinka speelt het spel zodanig dat ze uiteindelijk in het bed van de succesvolle cabaretier belandt. Tussen de lakens weet de jonge diva de gelouterde acteur zo hard te raken met haar beschuldiging van ongewenste avances dat ze zichzelf weer kan zien als de toneelbelofte voor de toekomst.

## Rolverdeling
- Hans Teeuwen - Hans Teeuwen
- Jamie Grant - Katinka Vermeulen
- Ton Kas - Anton Vermeulen
- Renée Fokker - Mevr. Vermeulen
- Carice van Houten - Carice van Houten
- Porgy Franssen - psychiater
- René van 't Hof - juryvoorzitter
- Ricardo Gerritsen  -  Toneelspeler
- Frits Broer  -  Toneelspeler
- Rogier Schippers - bakker
- Sieger Sloot - verkoper
- Ko Aerts - verkoper